# Cristián Reynero
Cristián Eduardo Reynero Cerda (Chillán, Chile, 25 de agosto de 1979) es un exfutbolista chileno que jugaba de defensa y mediocampista. Debutó en Club Deportivo Huachipato, donde fue capitán durante cuatro años. Tras un breve paso por Deportes Puerto Montt de la Primera B deja la actividad para integrarse al cuerpo técnico de Miguel Ramírez en O'Higgins. Integró además la Selección Chilena que clasificó a los Juegos Olímpicos de Sídney 2000.

## Trayectoria

### Huachipato
Se incorporó a las inferiores de Huachipato, el cual fue su primer equipo, y en el año 1999 tuvo la oportunidad de debutar en la enzaga central con la escuadra de Huachipato, debutando así en primera división. En su estadía en el club compartió con jugadores de gran nivel como Rodrigo Millar, Héctor Mancilla, Gonzalo Jara y Pedro Morales. En el año 2003 fue nombrado capitán del club, donde continuó hasta el año 2007.

### Deportes Antofagasta
Después de grandes campañas en Huachipato, Cristián Reynero fue transferido a Deportes Antofagasta en el año 2007, donde solamente jugó el Torneo de Apertura de ese año. En el club compartió la defensa con Pedro Reyes. El tiempo que estuvo en Deportes Antofagasta participó en diecinueve partidos, anotando dos goles.

### Audax Italiano
El año 2008 fue transferido al Audax Italiano, en el cual jugó como mediocampista con el dorsal número 18.

### Ñublense
A fines de 2010 abandona la tienda itálica, para jugar en Ñublense, club de Chillán, su ciudad natal, en el cual estuvo solo el primer semestre.

### Curicó Unido
En el segundo semestre del 2011, pasó al Curicó Unido de la Primera B y allí terminó siendo titular, a pesar de que su equipo logró mantener la categoría.

### Deportes La Serena
En febrero de 2012, fue anunciado como nuevo refuerzo de Deportes La Serena, para el presente Torneo de Apertura 2012.

### San Marcos de Arica
Ficha en San Marcos de Arica, con el cual disputó el torneo Transición del año 2013 y después es desafectado del equipo junto a varios compañeros en una polémica situación.

## Selección nacional
Fue parte de la Selección Chilena que clasificó a los Juegos Olímpicos de Sídney 2000, pero no ha sido citado nuevamente.

## Clubes
| Club                  | País  | Año       |
| --------------------- | ----- | --------- |
| Huachipato            | Chile | 1999-2006 |
| Deportes Antofagasta  | Chile | 2007      |
| Audax Italiano        | Chile | 2008-2010 |
| Ñublense              | Chile | 2011      |
| Curicó Unido          | Chile | 2011      |
| Deportes La Serena    | Chile | 2012      |
| San Marcos de Arica   | Chile | 2013      |
| AC Barnechea          | Chile | 2013-2015 |
| Deportes Puerto Montt | Chile | 2015      |

## Palmarés

### Capitán de Huachipato
| Predecesor: Rodrigo Rain | Capitán de Huachipato 2003-2007 | Sucesor: Cristián Muñoz |

- Datos: Q5186421